# Cheffois
Cheffois település Franciaországban, Vendée megyében. Lakosainak száma 1002 fő (2022. január 1.). Cheffois Réaumur, Mouilleron-Saint-Germain, Saint-Maurice-le-Girard, Saint-Pierre-du-Chemin és Terval községekkel határos.

## Népesség
A település népességének változása:
| Lakosok száma | 983  | 987  | 997  | 977  | 985  | 994  | 1002 | 999  | 1002 |
|               | 2013 | 2015 | 2016 | 2017 | 2018 | 2019 | 2020 | 2021 | 2022 |